# Столяров, Александр Александрович (изобретатель)
Александр Александрович Столяров (1813—1863) — русский изобретатель-самоучка, предприниматель и промышленник; автор ряда научных трудов по вопросам обрабатывающей промышленности.

## Биография
Александр Столяров родился в 1813 году в семье саратовского мещанина. Уже в двенадцатилетнем возрасте поступил в лавку «на побегушки», где самостоятельно научился читать и писать и вскоре вышел в приказчики.
Счастливый случай доставил ему возможность переехать сначала в Москву, а затем и в столицу Российской империи город Санкт-Петербург, где он стал служить поверенным по откупам и завязал знакомства с образованными людьми, с помощью которых существенно углубил свое общее образование.
В свободное время он занимался изучением химии и механики, посещал различные заводы и фабрики, где основательно изучил многие технические производства. Долгое время он трудился над изобретением самодвижущегося прибора, «perpetum mobile». Служба по откупам настолько улучшила его материальное положение, что он получил возможность оставить её и открыл небольшую фабрику для изготовления бумажных пробок.
Вскоре А. А. Столяров изобрел оригинальный способ глазирования или цементования бочек от утечки вина, который был испытан в Лондоне и оказался вполне практичным и заслуживающим внимания; добиться, однако, патента на это изобретение, несмотря на все старания, Столярову так и не удалось.
Между тем его пробочная фабрика функционировала, по-видимому, плохо, материальные дела пришли в расстройство, и он вынужден был в 1858 году переселиться в Астрахань. Здесь Столяров ещё энергичнее продолжал заниматься изучением химии, технологии, сельского хозяйства, делал всевозможные опыты и трудился над различными изобретениями. Из числа последних ему принадлежат: 1) усовершенствованный способ приготовления рыбьего и тюленьего жира; 2) средство устранения накипи в паровых котлах; 3) средство уничтожения в виноградном вине уксусной закиси (детальное описание этих изобретений см. «Астраханские губернские ведомости», 1859) и 4) способ изготовления клея из рыбьей чешуи. На последнее изобретение обратил серьезное внимание в британской столице Джемс Рошфор, который почтил изобретателя лестным письмом.
Наряду с этим Столяров занимался изучением мыловаренного, салотопенного и свечного производств и в каждой из этих областей предлагал или даже проводил в жизнь значительные улучшения; в особенности целесообразным было его предложение об использовании массы выбрасываемых в виде мусора виноградных выжимок для добывания из них яри-медянки, свинцового сахара и лучших сортов сажи.
А. Столяров известен также несколькими прогрессивными и полными практического смысла заметками о земледелии, скотоводстве, садоводстве и виноделии в Астраханской губернии. Наиболее важные из них были опубликованы в газете «Астраханские губернские ведомости», среди них: «Заметки о земледелии и скотоводстве в Енотаевском уезде, Астраханской губернии» (1859); «Мысли об астраханском садоводстве и виноделии» (1860); «Бондарные ремесла в Астрахани» (1860).
Александр Александрович Столяров скончался в 1863 году.